# Pilosella lamprocoma
Pilosella lamprocoma — вид рослин із родини айстрових (Asteraceae).

## Середовище проживання
Зростає у Європі — пн. Іспанія, Андорра, Франція, Швейцарія.